# Karmen Petrovic
Monika Klisara (em sérvio:  Моника Клосара; Zenica, 29 de outubro de 1995) é uma lutadora profissional bósnia e canadense. Ela trabalha atualmente para a WWE, onde atua na marca NXT sob o nome de ringue Karmen Petrovic. Após conquistar campeonatos nacionais de karatê, Klisara fez sua estreia no wrestling profissional em 2023, tornando-se a primeira bósnia a atuar na WWE até hoje.

## Início da vida
Klisara nasceu em Zenica, Bósnia e Herzegovina. Com seus pais, ela se mudou para Toronto, Canadá em meados da década de 1990 para escapar da Guerra da Bósnia. Ela tem etnia bósnia croata e bósnia sérvia. Klisara frequentou a Universidade Ryerson.

## Carreira nas artes marciais
Klisara é uma ex-campeã competidora de karatê. Aos 17 anos, ela foi membro das equipes nacionais do Canadá e provinciais de Ontário de karatê. Ela conquistou medalhas de ouro na competição Fonseca Cup, no campeonato provincial de Ontário e nos Jogos Olímpicos de Verão de Ontário.

## Carreira na luta livre profissional

### WWE (2022-presente)
Em 10 de novembro de 2022, Klisara foi anunciada como contratada pela WWE, fazendo parte da turma de novatos do WWE Performance Center de outono de 2022, tornando-se a primeira bósnia a assinar com a empresa. Klisara fez sua estreia no wrestling profissional em 11 de março de 2023, em um evento ao vivo, formando equipe com Zoey Stark em uma derrota contra Indi Hartwell e Lea Mitchell.
Ela fez sua estreia na tela sob o nome de ringue Karmen Petrovic no episódio de 28 de julho de 2023 do NXT Level Up, perdendo para Ivy Nile. No episódio de 17 de outubro do NXT, Petrovic conquistou sua primeira vitória individual na televisão quando competiu no Torneio NXT Breakout Feminino, durante o qual eliminou Jaida Parker na primeira rodada. Durante a semana seguinte, no episódio de 24 de outubro do NXT, Petrovic foi eliminada na rodada semifinal por Lola Vice. No episódio de 2 de julho do NXT, Petrovic enfrentou Jazmyn Nyx, mas perdeu devido à interferência de Jacy Jayne, o que configuraria uma luta de duplas com sua parceira, também canadense, Arianna Grace contra Jazmyn Nyx e Jacy Jayne no artigo NXT Heatwave em Toronto, onde Petrovic e Grace venceram. Após a luta, Grace e Petrovic tiveram um desentendimento sobre quem contribuiu para a vitória da luta, o que levou a gerente geral do NXT, Ava, a agendar uma luta entre elas. No final de setembro, Petrovic iniciou uma storyline de romance com Ashante "Thee" Adonis. No episódio de 19 de novembro do NXT, Petrovic e Adonis se uniram pela primeira vez para derrotar Brinley Reece e Dion Lennox em uma luta de duplas mistas. No episódio de 14 de janeiro de 2025 do NXT, Adonis e Petrovic se tornaram um casal oficial na tela. No episódio de 18 de fevereiro do NXT, Petrovic venceu uma luta triple threat contra Jaida Parker e Kelani Jordan para conquistar uma oportunidade pelo Campeonato Norte-Americano Feminino do NXT, mas não conseguiu derrotar Stephanie Vaquer pelo título na semana seguinte. No episódio de 29 de abril do NXT, Adonis agendou uma luta pelo Campeonato Norte-Americano Feminino do NXT para Petrovic, que não estava preparada para a luta e acabou perdendo contra a nova campeã, Sol Ruca. Após a luta, Petrovic atacou Adonis enquanto ele a repreendia, aparentemente terminando o relacionamento com ele.

### Total Nonstop Action Wrestling (2024)
Klisara, como Karmen Petrovic, fez sua estreia na Total Nonstop Action Wrestling (TNA) no episódio de 5 de setembro de 2024 do Impact!, onde ela respondeu ao desafio aberto pelo Campeonato Mundial das Knockouts da TNA de Jordynne Grace, mas acabou sendo derrotada pela campeã.

### Circuito independente (2024)
Klisara, como Karmen Petrovic, fez sua estreia na Game Changer Wrestling (GCW) no GCW Josh Barnett's Bloodsport XII em 24 de novembro de 2024, derrotando Sumie Sakai por interrupção do árbitro.

## Vida pessoal
Foi noticiado em 10 de novembro de 2023, Klisara estava em um relacionamento com o jogador profissional de basquete brasileiro Bruno Caboclo.

## Títulos e prêmios

### Recorde de artes marciais
- Ontario Summer Olympic Games
  - 1st place (Ouro)[5]
- Kubota World Cup
  - 1st place (Ouro)[5]
- Fonseca Cup
  - 1st place (Ouro) (3-vezes)[5]
  - "Overall Most Outstanding Competitor" award[5]
- Canadian National Karate 
  - 2nd place (Prata) (2-vezes)[5]
- Pan-American Games
  - 5th place (qualificada para a copa do mundo)[5]